# Notomegabalanus campbelli
Notomegabalanus campbelli är en kräftdjursart som först beskrevs av Henri Filhol 1885.  Notomegabalanus campbelli ingår i släktet Notomegabalanus och familjen havstulpaner. Inga underarter finns listade i Catalogue of Life.